# Poudre de cornachine
La poudre de cornachine était un remède de la famille des poudres et pilules selon sa forme galénique. Elle faisait partie de la pharmacopée maritime occidentale au XVIIIe siècle .
Elle était composée par trituration selon l'ouvrage de Dorvault avec :
- la scammonée d'alep : 125 g ;
- le bitartre de potasse : 125 g ;
- l'antimoine diaphorétique : 125 g.

Il précise : « La scammonée d'alep est légère, friable, a une cassure luisante, d'un noir rougeâtre quand elle n'a pas été additionnée d'eau. Elle donne souvent une émulsion blanche avec de l'eau ; elle contient souvent de 75 à 80 % de résine. » 
La propriété de cette poudre selon le Formulaire pratique de thérapeutique et de pharmacologie de Dujardin-Beaumetz (1896), était d'être purgative drastique, hydragogue, agissant surtout sur l'intestin grêle.
Autres noms possibles : 
- Pulvis basilicum
- Poudre de Tribus
- Poudre de Warwich
- Poudre catholique
- Poudre de scamonnée antimonée
- Poudre royale.